# Siata

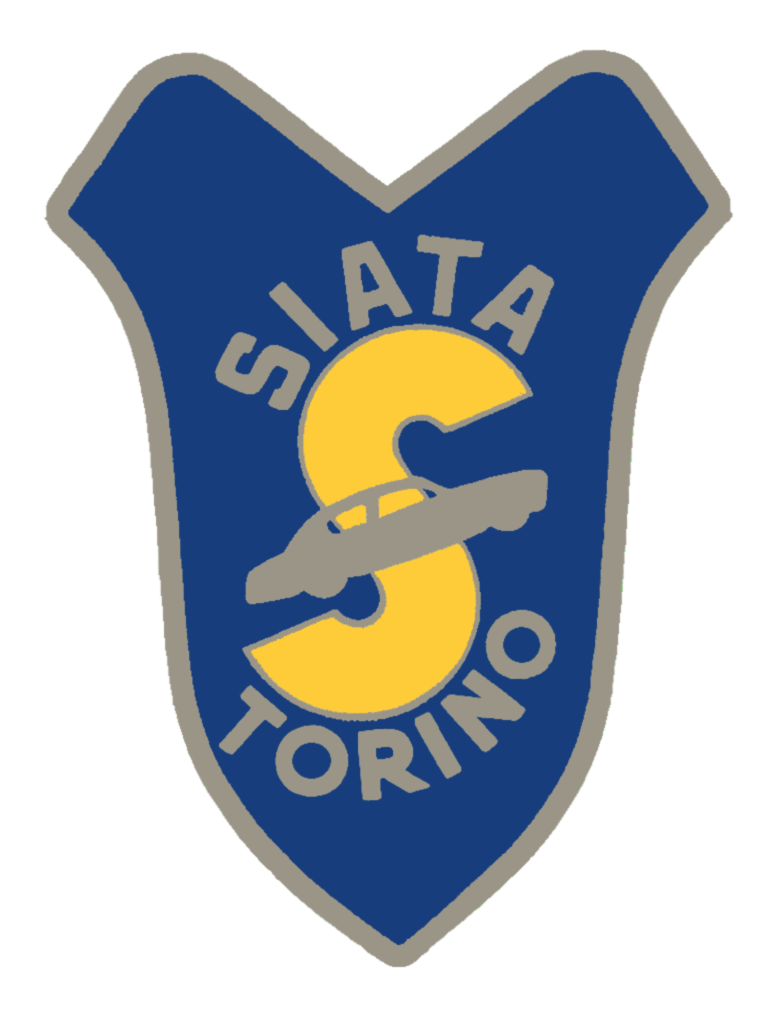
Logo

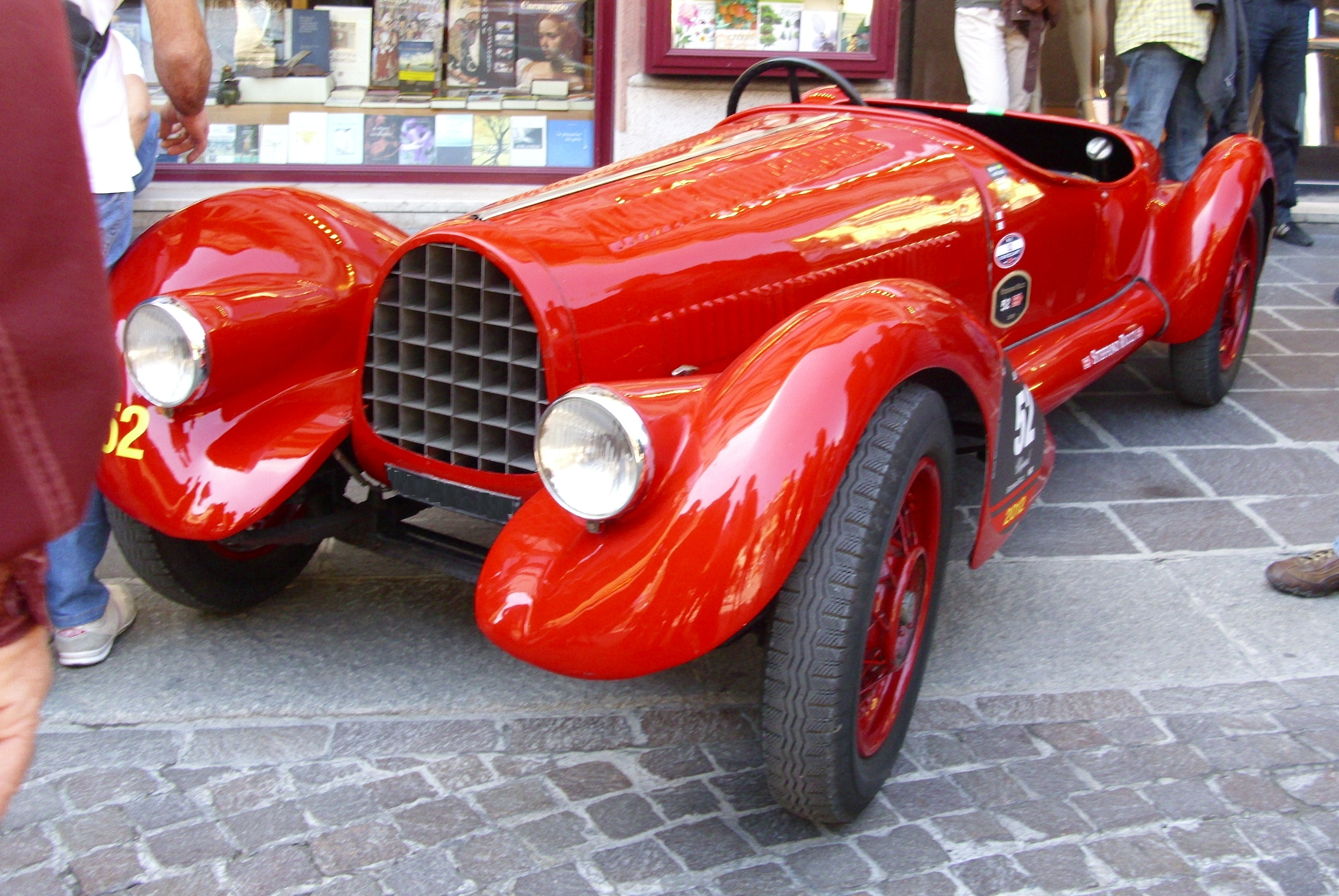
Fiat 508 Siata von 1933

Die Società Italiana Applicazioni Trasformazioni Automobilistiche (kurz: Siata) war ein italienischer Automobilhersteller, der eng mit Fiat verbunden war und nach dem Zweiten Weltkrieg zahlreiche sportliche Sonderversionen von Fiat-Fahrzeugen herstellte. Das Unternehmen ist vor allem durch das exklusive Sportmodell 208 und den in den späten 1960er-Jahren entstandenen Roadster Siata Spring bekannt.

## Unternehmensgeschichte

### Beginn als Tuningbetrieb
Giorgio Ambrosini, der bereits vor dem Ersten Weltkrieg Fahrzeuge herstellte und als Vittoria vermarktete, gründete Siata 1926 in Turin. Siata beschäftigte sich vor dem Zweiten Weltkrieg in erster Linie mit dem Tuning von Fiat-Automobilen. Das Unternehmen war der älteste Tuningbetrieb Italiens. Siata lieferte speziell entwickelte Zylinderköpfe, mit denen sich die Leistung der Fiat-Motoren mehr als verdoppeln ließ.

### Fertigung kompletter Fahrzeuge

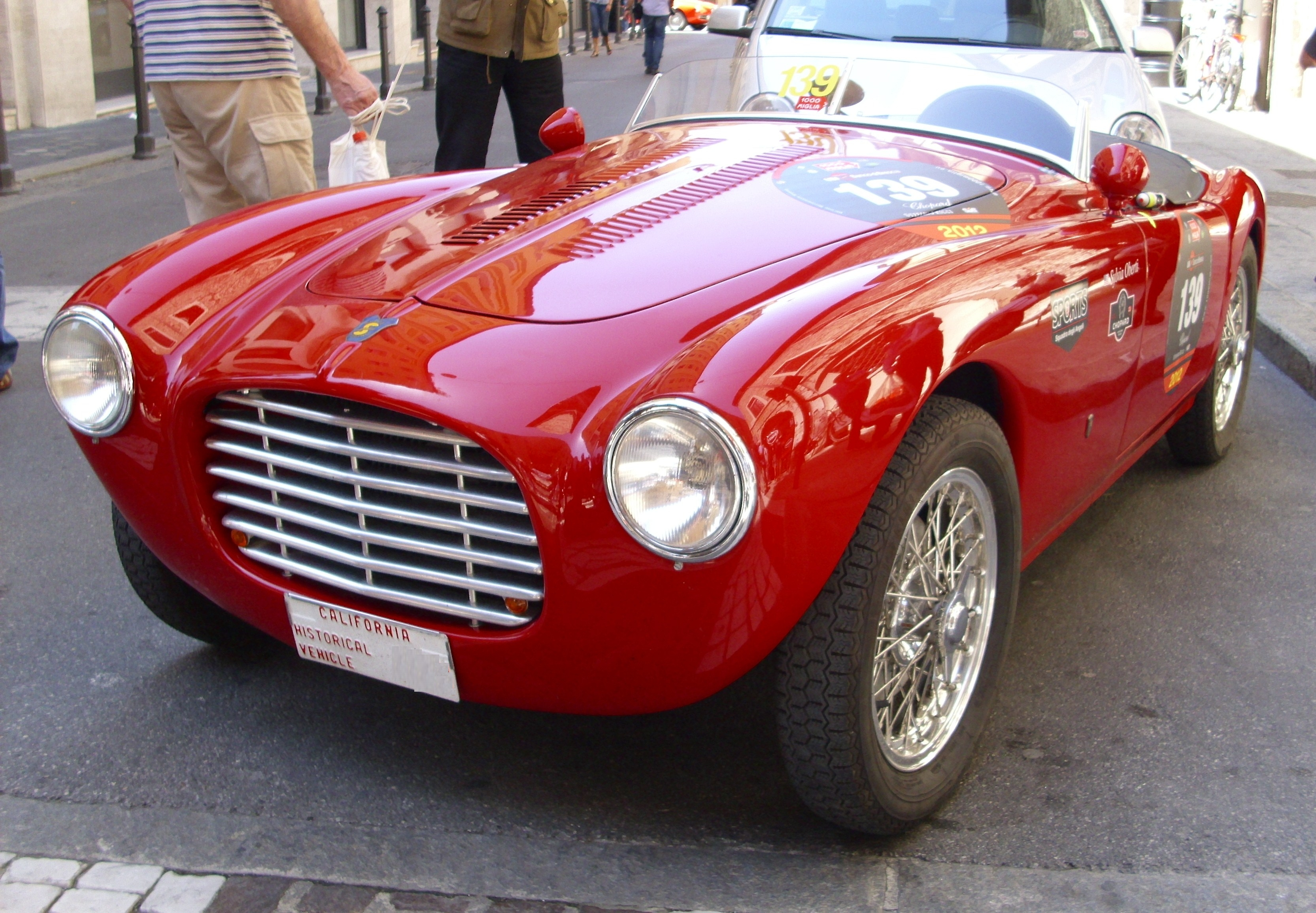
Siata 300 BC von 1951

Nach dem Zweiten Weltkrieg entwickelte und fertigte Siata komplette Fahrzeuge, die sich durch sportliche Fahrleistungen und vielfach durch außergewöhnliche Karosserien auszeichneten. Das Unternehmen war in den frühen 1950er-Jahren sehr vielseitig. 1953 umfasste das Modellprogramm Siatas insgesamt 13 verschiedene Typen, die vom Kleinstwagen bis zum teuren Sportwagen reichten.

### Der Siata 208

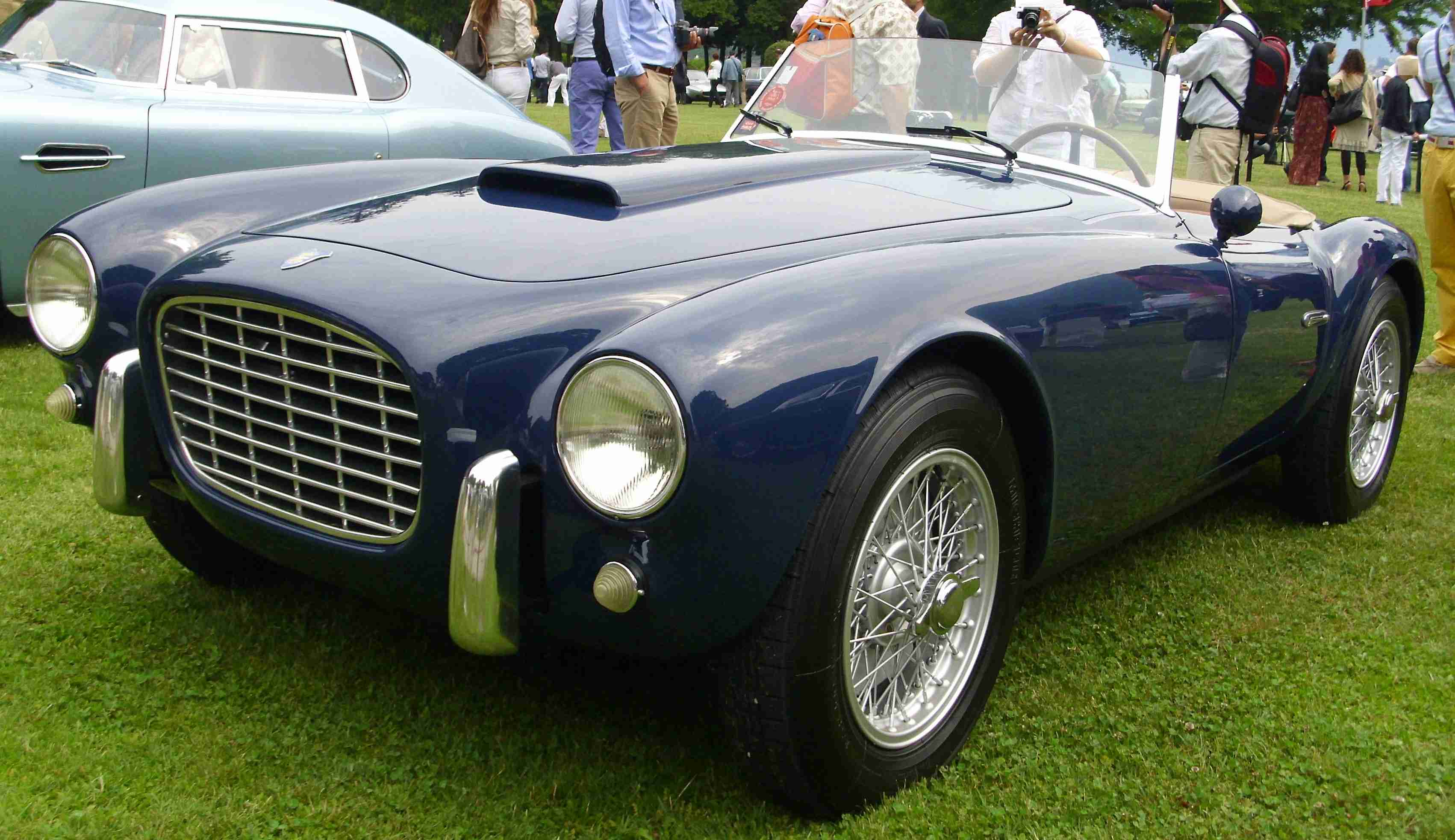
Siata 208 S Roadster von 1953

Zu den eigenständigen Modellen gehörte der 1953 vorgestellte Siata 208, ein Sportwagen, der auf der Antriebstechnik des Fiat Otto Vu beruhte. Der 208 war als Coupé lieferbar. Seine Karosserie hatte Pininfarina entworfen. Außerdem gab es einen 208 Roadster mit gleicher Mechanik, der die Linien des zeitgleich präsentierten britischen Sportwagens AC Ace aufgriff. Als Antrieb für den 208 verwendete Siata üblicherweise einen 2,0 Liter großen Achtzylinder von Fiat; alternativ wurden in einzelne Fahrzeugen auf Kundenwunsch aber Motoren von Chrysler und Cadillac eingebaut. In dieser Version wurden die Fahrzeuge auch als Siata 400 bezeichnet. Es gab ihn auch mit einer auffälligen Karosserie von Balbo mit Klappscheinwerfern und einem breiten, verchromten Kühlergrill. Insgesamt entstanden 35 Siata 208, von denen ein großer Teil in den USA verkauft wurde. Einer der Erstkäufer eines 208 war der Schauspieler Steve McQueen. Der Siata 208 gehört heute zu den gesuchten Klassikern. Für Modelle in gutem Zustand wurden 2011 Preise von über 500.000 Euro gezahlt.

### Sonderaufbauten für Fiat

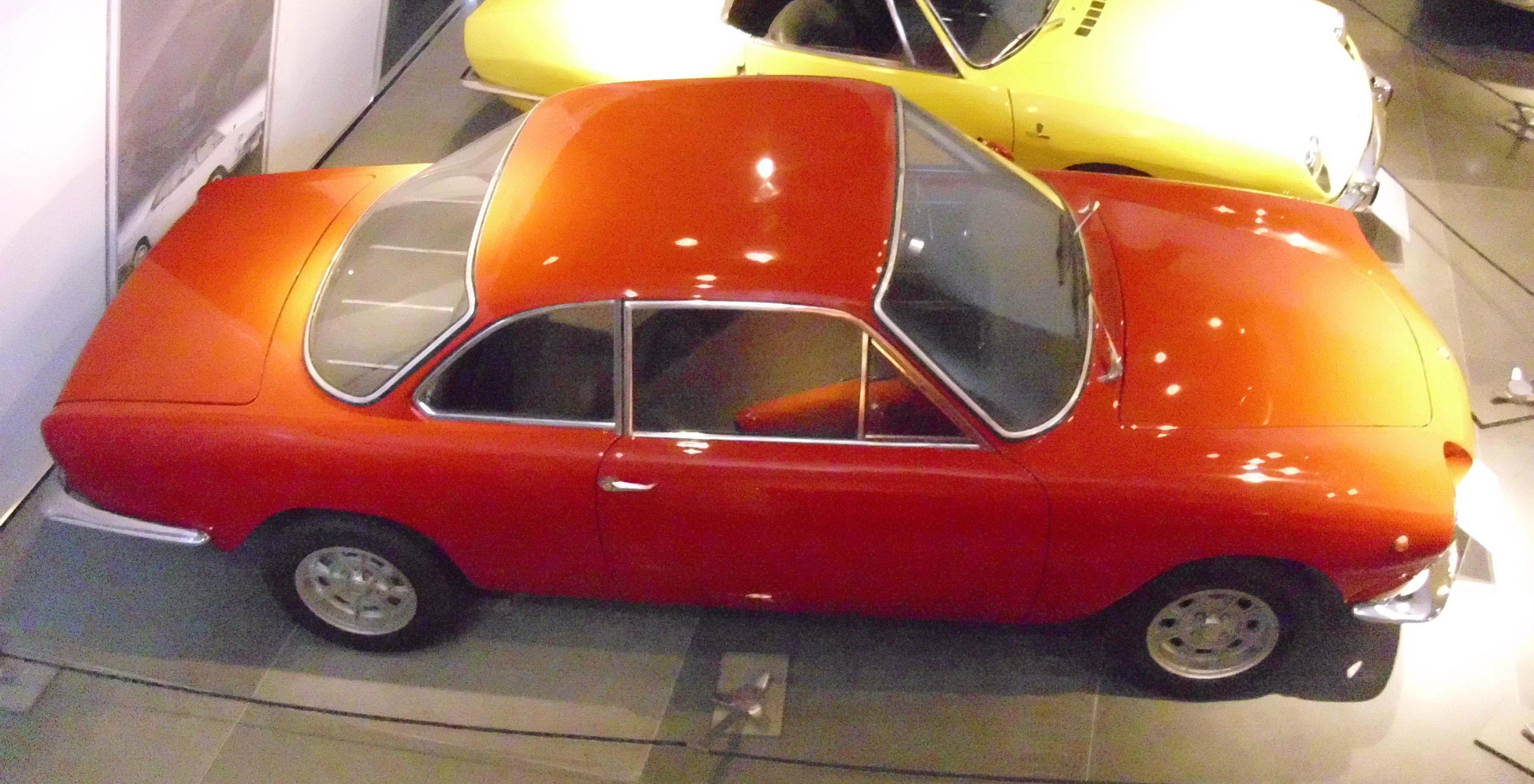
Siata 1500 TS Coupé von 1963. Die dünnen Fahrzeugsäulen sind gut erkennbar.

Seit den späten 1950er-Jahren konzentrierte sich Siata auf die Fertigung von Sonderaufbauten für Großserienfahrzeuge von Fiat und trat damit in Konkurrenz zu Unternehmen wie Moretti oder Coriasco. In den 1960er-Jahren lieferte das Unternehmen Coupé-Karosserien für den Fiat 600, den Fiat 1100 und den Fiat 1500. Die Karosserien waren zeitgemäß und hatten vielfach leicht wirkende Dachaufbauten mit dünnen Fahrzeugsäulen. Motorentuning war weiterhin möglich. Siata war bis Mitte der 1960er-Jahre mit diesem Konzept erfolgreich; 1964 etwa stellte das Unternehmen mit 138 Angestellten insgesamt 2214 Fahrzeuge her.

### Siata Spring

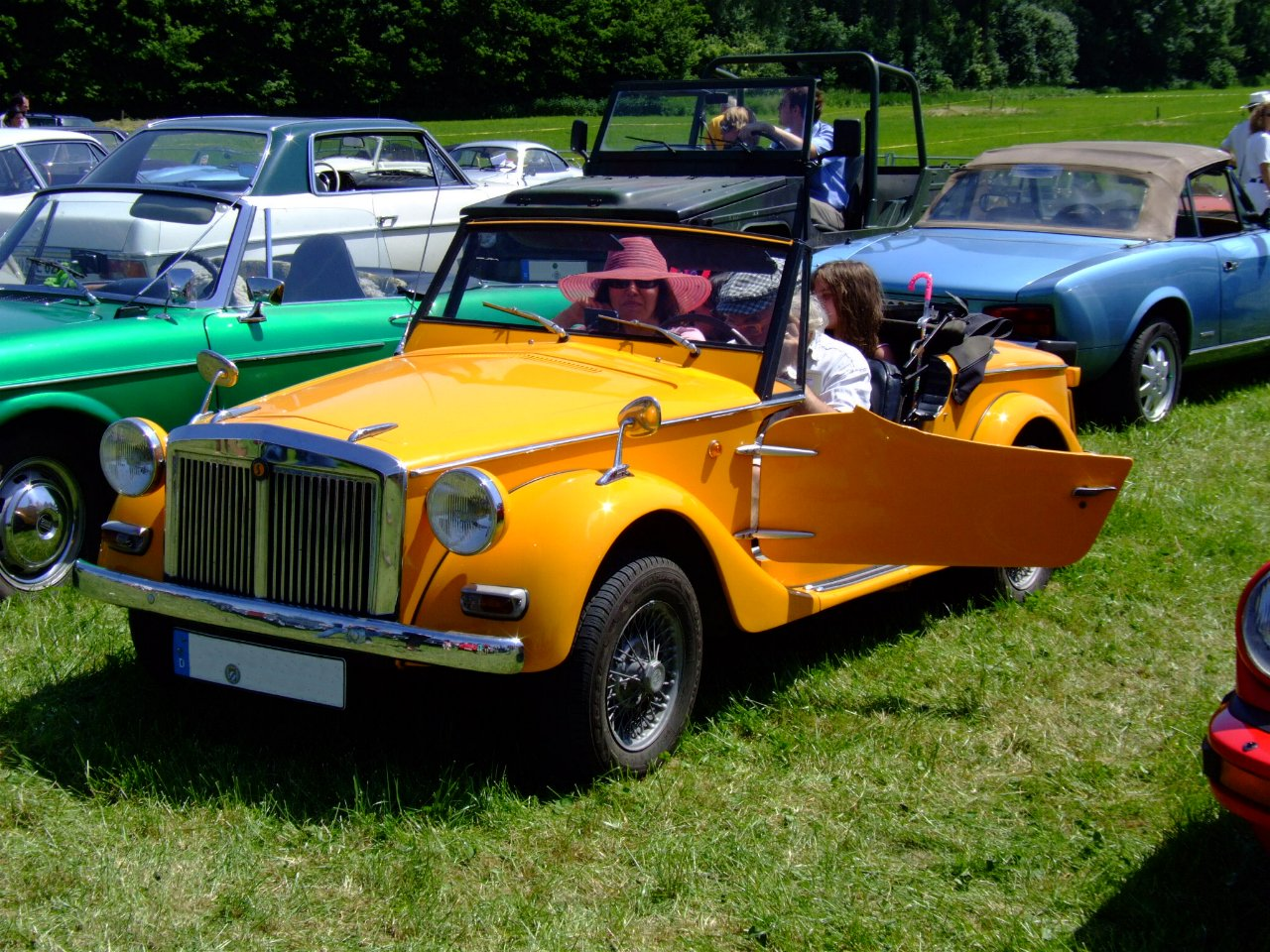
Siata Spring 850 Spider (1967–1970)

1967 änderte das Unternehmen die Modellpolitik. Anstelle der zeitgemäßen Coupé- und Roadster-Karosserien bot es mit dem Modell Siata Spring ein kleines zweisitziges „Spaßmobil“ im Retro-Look an. Der offene Wagen trug Stilelemente der 1930er-Jahre, kopierte aber keine konkrete Vorlage. Er hatte geschwungene Kotflügel, eine große verchromte Kühlergrillattrappe und frei stehende Frontscheinwerfer. Als technische Basis diente die Heckmotorplattform des Fiat 850, dessen Motor ebenfalls übernommen wurde. Der Spring war vor allem auf europäischen Exportmärkten erfolgreich. Allein in Deutschland wurden 1968 in sechs Monaten mehr als 700 Exemplare abgesetzt. Der Spring war das erste in größeren Stückzahlen produzierte europäische Automobil im Retrolook und war konzeptionelles Vorbild für Fahrzeuge wie die Vignale Gamine oder die Modelle von Panther Westwinds.
1970 endete die Produktion des Spring, und Siata stellte die Automobilproduktion vollständig ein. Das auf Sardinien ansässige Unternehmen Orsa versuchte 1973, den Spring wiederzubeleben; bis 1976 wurden dort allerdings nur wenige Fahrzeuge komplettiert.

## PKW-Modelle
- Siata 208 S Gran Turismo
- Siata 208 CS
- Siata 208 S Spider
- Siata 300 BC Barchetta Competizione
- Siata 500 Sport Spider
- Siata 750 Coupé
- Siata 750 S Spider
- Siata Spring
- Siata 1100 GT
- Siata 1200 Coupé
- Siata 1250 GT Zagato
- Siata 1300 Coupé
- Siata 1400 Coupé Caracas
- Siata 1400 Gran Sport
- Siata 1500 Coupé
- Siata 1500 TS
- Siata 1600 TS Coupé
- Siata Amica
- Siata Amica 600

## Galerie

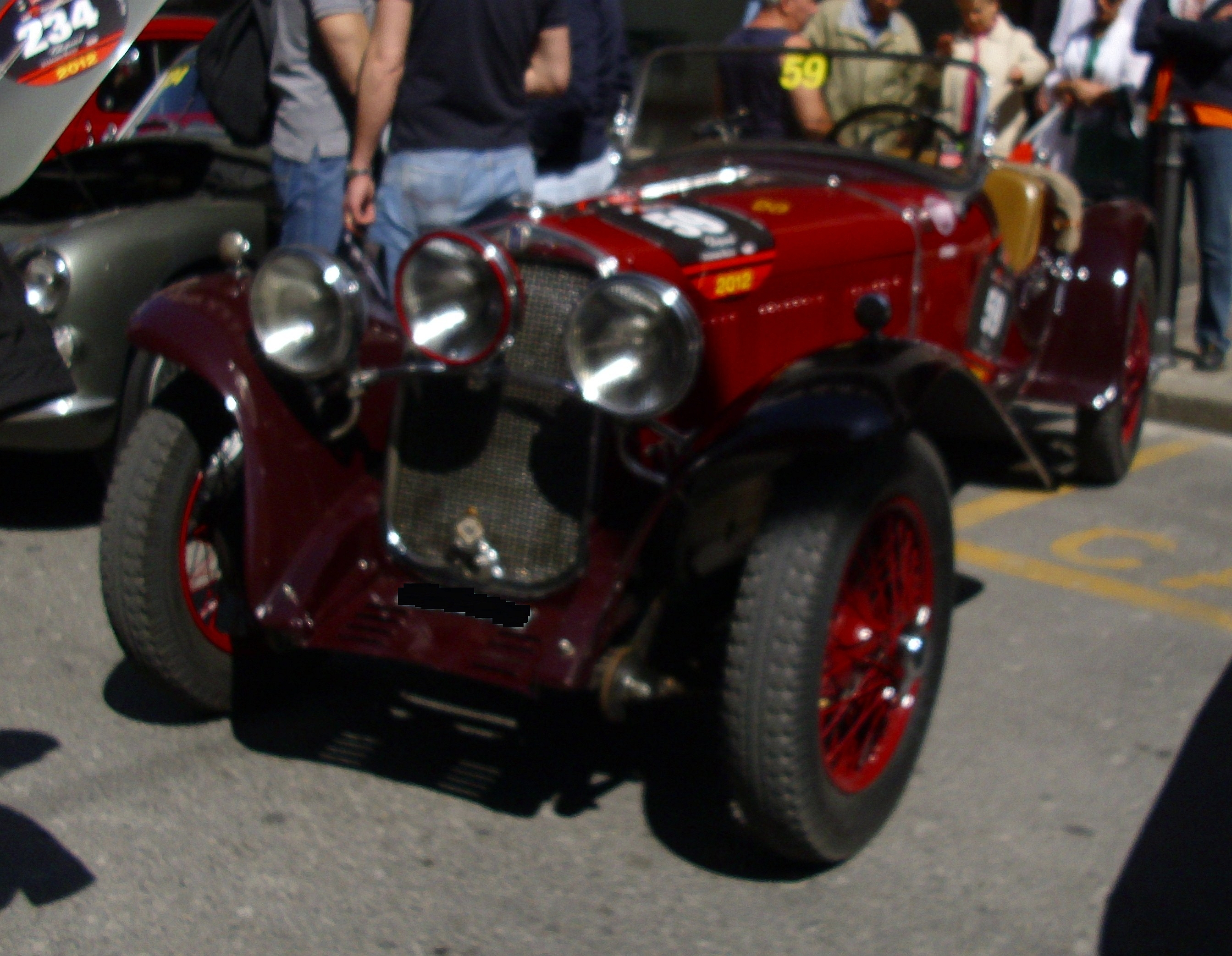
Fiat 514 Siata (1930)
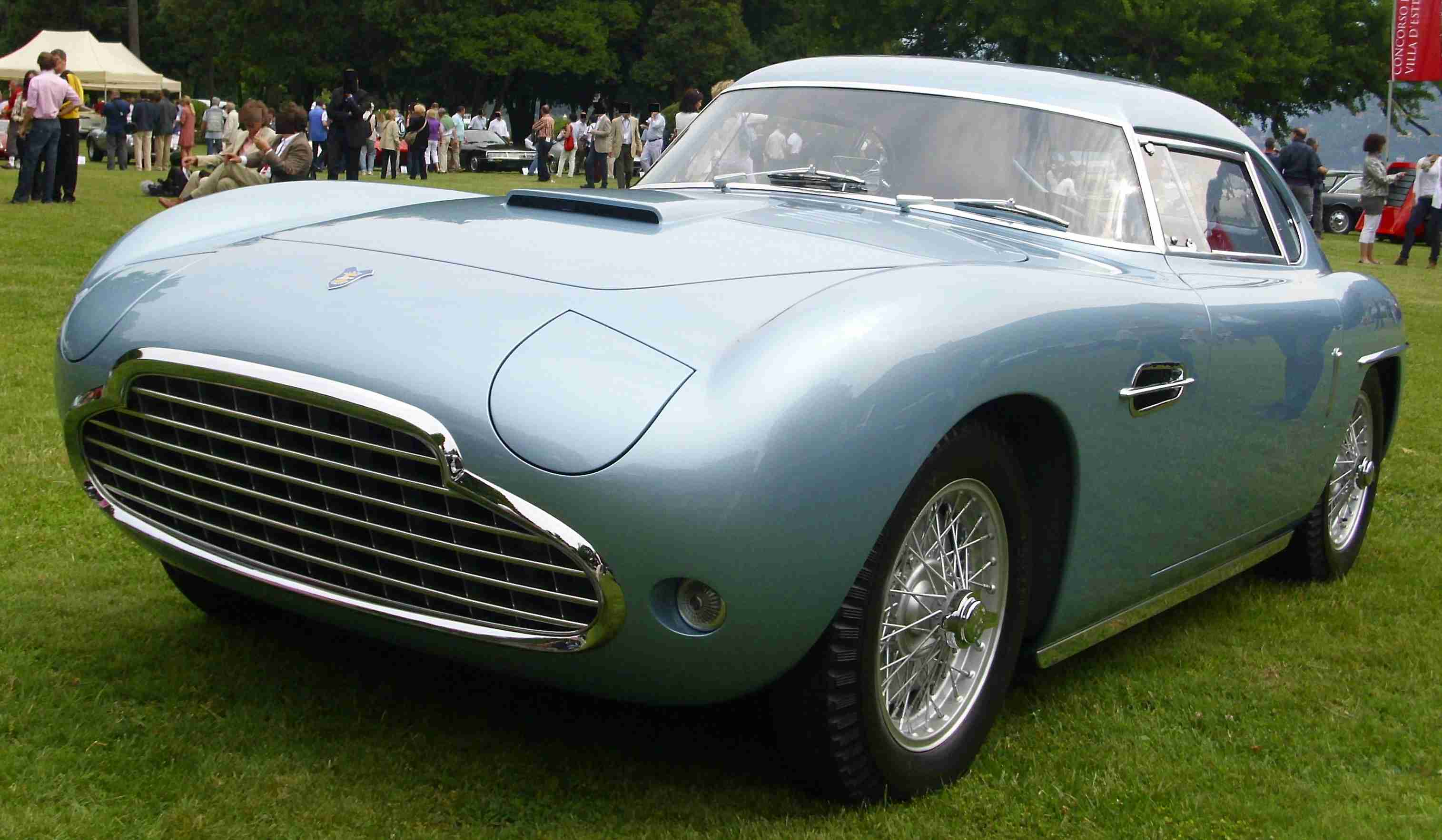
Siata 208 Coupé mit Balbo-Karosserie (1953)
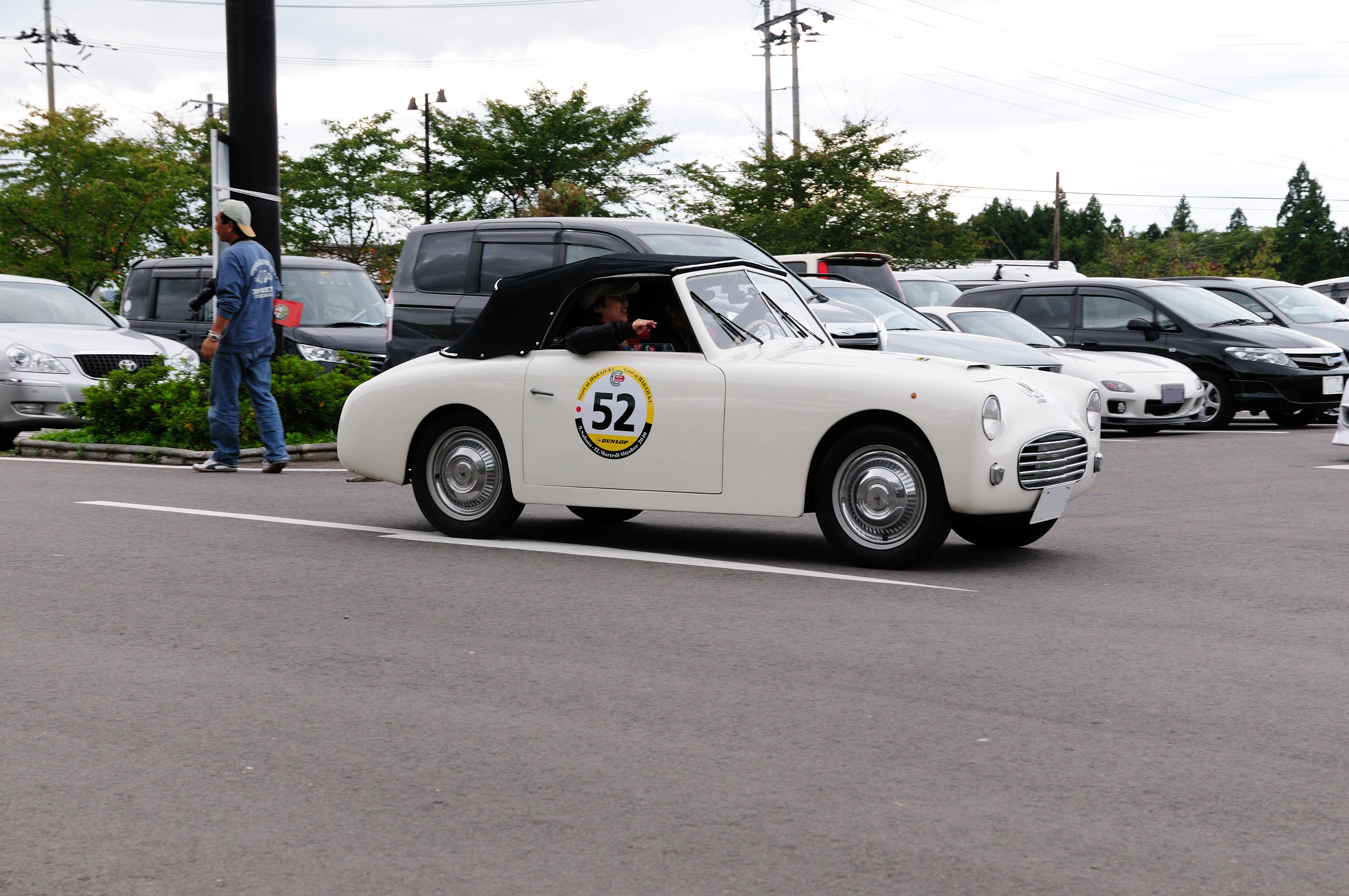
Siata Amica
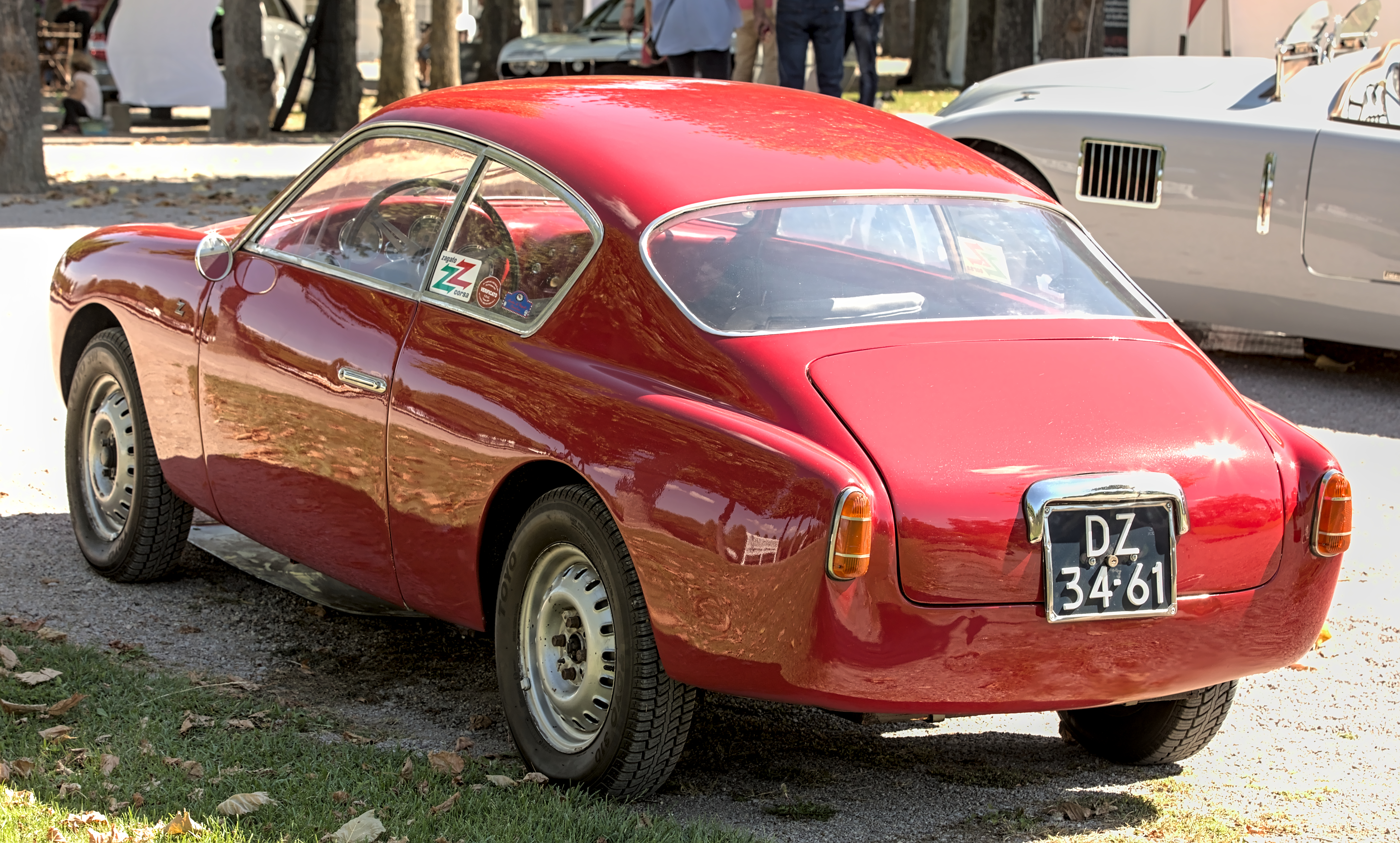
Siata 1250 GT Zagato (1956)
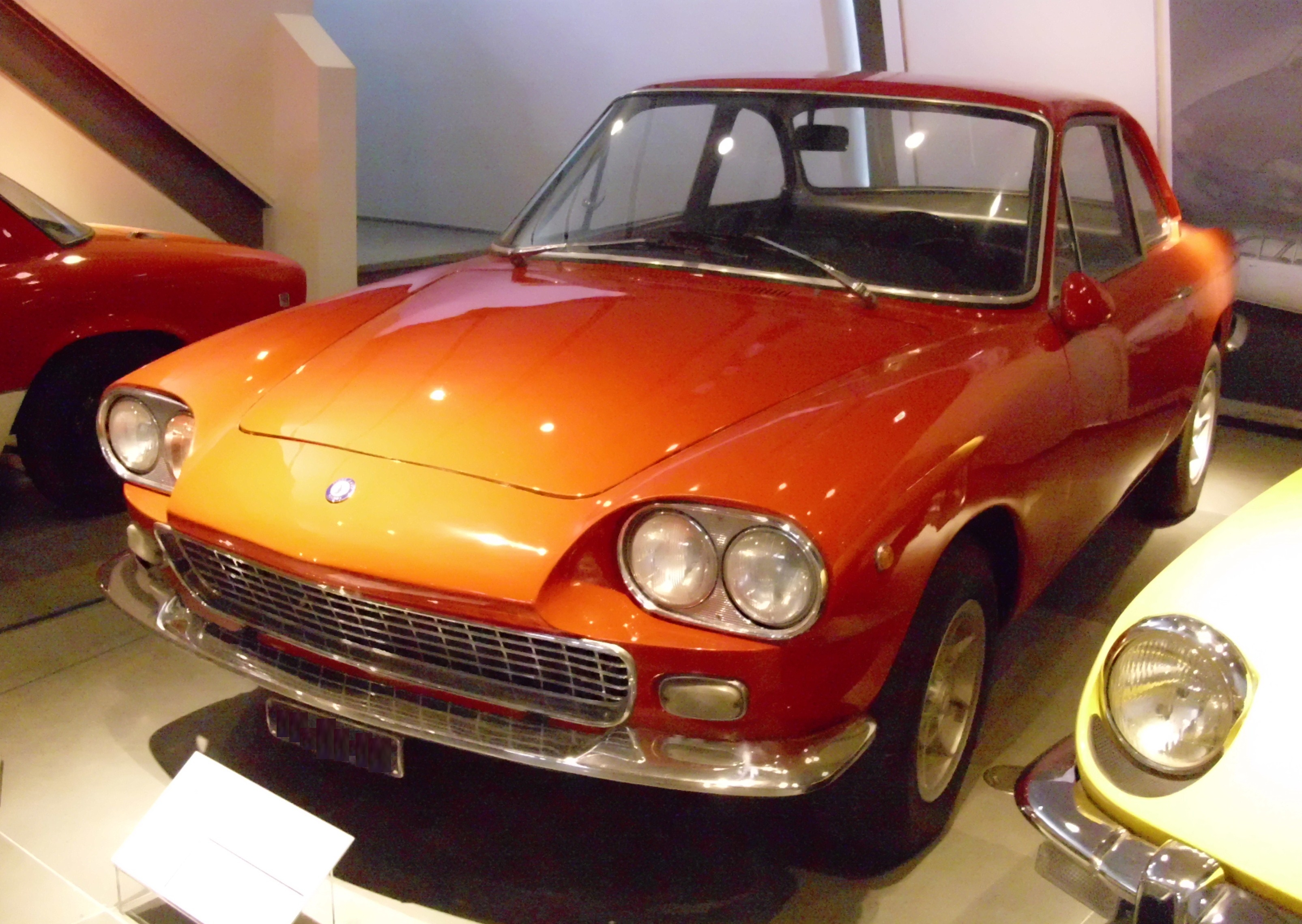
Siata 1500 TS Coupé (1963)
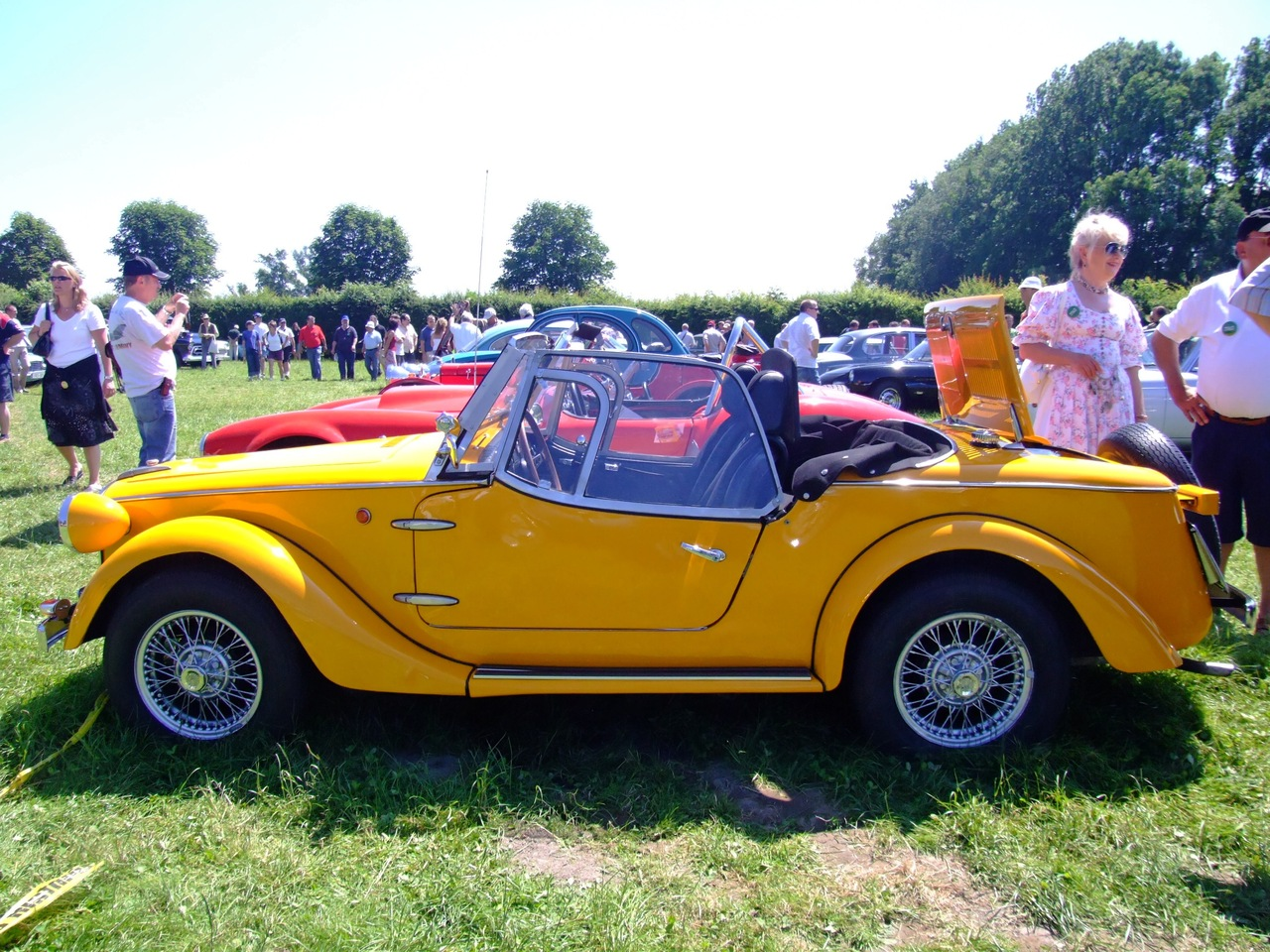
Siata Spring 850 Spider (1968)
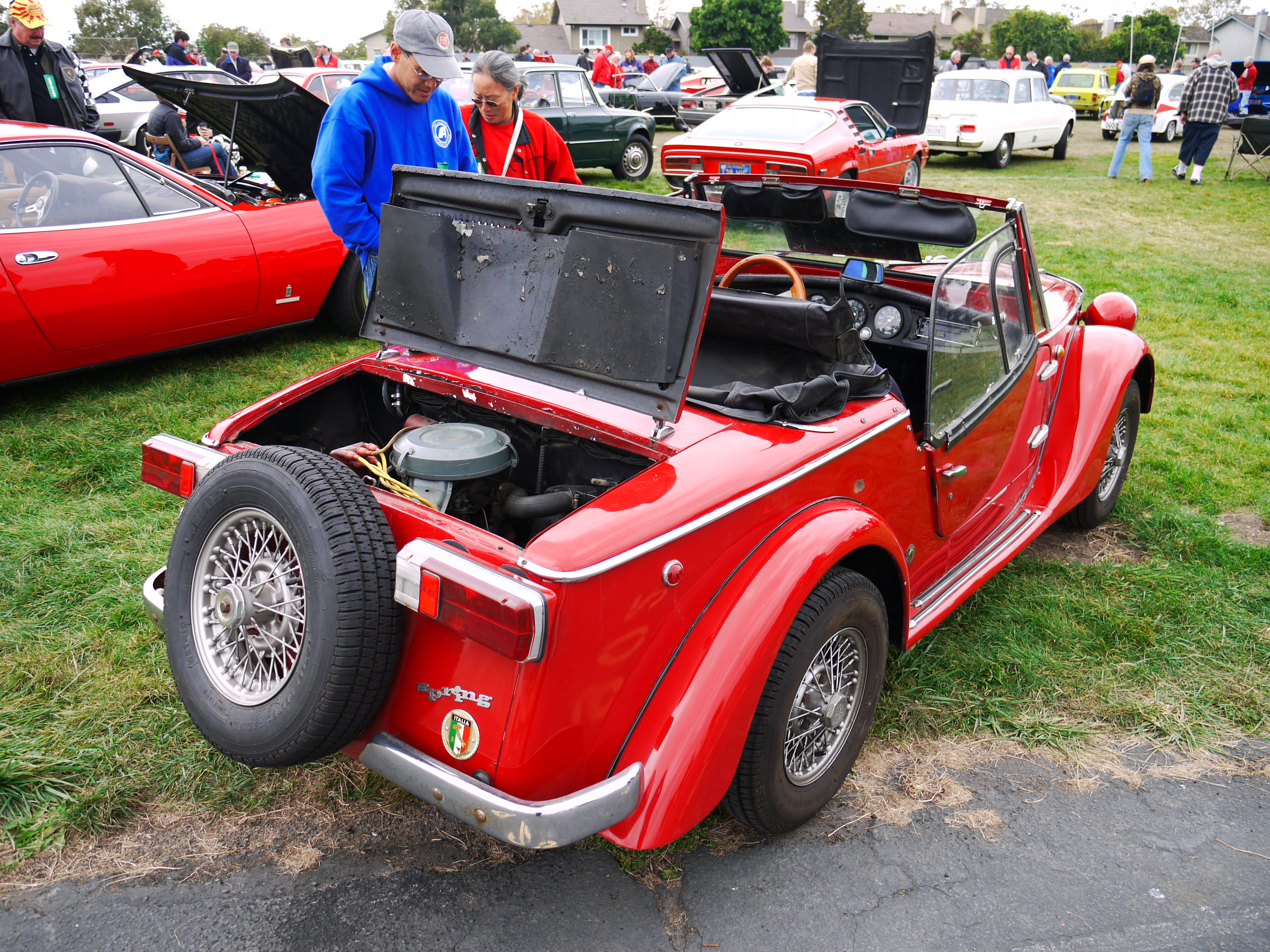
Heckmotor vom Fiat 850, Rückleuchten von Alfa Romeo: Siata Spring